# Taiyuan Troops
I Taiyuan Troops sono una squadra di football americano di Taiyuan, in Cina, fondata nel 2017.

## Dettaglio stagioni

### Tornei nazionali

#### Campionato

##### AFLC/CNFL
| Stagione | regular season | regular season | regular season | regular season | regular season | regular season | playoff | playoff | playoff | playoff | playoff | playoff          | playoff          |
|          | Vin            | Par            | Per            | Tot            | PF             | PS             | Vin     | Per     | Tot     | PF      | PS      | risultato        | avversaria       |
| -------- | -------------- | -------------- | -------------- | -------------- | -------------- | -------------- | ------- | ------- | ------- | ------- | ------- | ---------------- | ---------------- |
| 2017     | 1              | 0              | 3              | 4              | 66             | 88             | -       | -       | -       | -       | -       | -                | -                |
| 2018     | 3              | 0              | 1              | 4              | 83             | 69             | 0       | 1       | 1       | 0       | 54      | Wild Card        | Wuhan Berserkers |
| 2019     | 4              | 0              | 1              | 5              | 138            | 42             | 1       | 1       | 2       | 26      | 76      | Quarti di finale | Shanghai Titans  |
| Totale   | 8              | 0              | 5              | 13             | 287            | 199            | 1       | 2       | 3       | 26      | 130     |                  |                  |

Fonti: Enciclopedia del Football - A cura di Roberto Mezzetti

### Riepilogo fasi finali disputate
| Anno             | Luogo | Evento | Fase del torneo  | Incontro                          | Risultato |
| 17 novembre 2018 |       | AFLC   | Wild Card        | Taiyuan Troops - Wuhan Berserkers | 0 - 54    |
| 30 novembre 2019 |       | CNFL   | Quarti di finale | Shanghai Titans - Taiyuan Troops  | 62 - 0    |